# Primera División (1962/1963)
Primera División 1962/1963 był 32 sezonem najwyższej ligi piłkarskiej w Hiszpanii.
Kluby występujące w sezonie 1962/1963:
| - Athletic Bilbao - Atlético Madryt - FC Barcelona - Córdoba CF - Deportivo La Coruña - Elche CF - Málaga CF - RCD Mallorca |  | - Real Betis - Real Madryt - Real Oviedo - Real Valladolid - Real Saragossa - CA Osasuna - Sevilla FC - Valencia CF |

## Tabela końcowa
| Miejsce | Klub                | M  | Z  | R | P  | GZ | GS | Pkt | RB  | Komentarz                  |
| ------- | ------------------- | -- | -- | - | -- | -- | -- | --- | --- | -------------------------- |
| 1       | Real Madryt         | 30 | 23 | 3 | 4  | 83 | 33 | 49  | 50  | Mistrz kraju               |
| 2       | Atlético Madryt     | 30 | 14 | 9 | 7  | 61 | 36 | 37  | 25  |                            |
| 3       | Real Oviedo         | 30 | 15 | 3 | 12 | 52 | 46 | 33  | 6   |                            |
| 4       | Real Valladolid     | 30 | 15 | 3 | 12 | 51 | 53 | 33  | -2  |                            |
| 5       | Real Saragossa      | 30 | 14 | 4 | 12 | 54 | 39 | 32  | 15  |                            |
| 6       | FC Barcelona        | 30 | 11 | 9 | 10 | 45 | 36 | 31  | 9   |                            |
| 7       | Valencia CF         | 30 | 14 | 3 | 13 | 49 | 36 | 31  | 13  |                            |
| 8       | Elche CF            | 30 | 11 | 7 | 12 | 48 | 59 | 29  | -11 |                            |
| 9       | Real Betis          | 30 | 12 | 4 | 14 | 41 | 47 | 28  | -6  |                            |
| 10      | Athletic Bilbao     | 30 | 10 | 8 | 12 | 41 | 40 | 28  | 1   |                            |
| 11      | Sevilla FC          | 30 | 11 | 5 | 14 | 40 | 55 | 27  | -15 |                            |
| 12      | Córdoba CF          | 30 | 12 | 3 | 15 | 35 | 39 | 27  | -4  |                            |
| 13      | RCD Mallorca        | 30 | 11 | 4 | 15 | 47 | 57 | 26  | -10 | Spadek do Segunda División |
| 14      | Deportivo La Coruña | 30 | 11 | 3 | 16 | 33 | 48 | 25  | -15 | Spadek do Segunda División |
| 15      | CA Osasuna          | 30 | 9  | 6 | 15 | 39 | 50 | 24  | -11 | Spadek do Segunda División |
| 16      | Málaga CF           | 30 | 8  | 4 | 18 | 25 | 70 | 20  | -45 | Spadek do Segunda División |

Legenda:
M – mecze,
Z – zwycięstwa,
R – remisy,
P – porażki,
GZ – gole zdobyte,
GS – gole stracone,
Pkt – punkty,
RB – różnica bramek